# Moba (ort)
Moba är en ort i Kongo-Kinshasa, huvudort i territoriet med samma namn. Den ligger i provinsen Tanganyika, i den sydöstra delen av landet, 1 600 km öster om huvudstaden Kinshasa.